# Province ecclésiastique d'Embrun
Ne pas confondre avec l'ancien archidiocèse d'Embrun ni avec l'actuel diocèse de Gap et d'Embrun.
La province d'Embrun est une ancienne province métropolitaine de l'Église catholique en France.
Elle comprenait l'archidiocèse d'Embrun et les diocèses de Digne, Glandèves, Senez, Vence ainsi que le diocèse d'Antibes puis de Grasse.